# Военный полигон
Полиго́н, в просторечии вое́нный полиго́н — объект (территория) для проведения стрельб, учений (учебный полигон) или испытаний вооружений и военной техники (испытательный полигон). 
Военные полигоны имеются во многих государствах и странах мира. Ранее Полигон — укрепление в форме многоугольника или участок для практической артиллерийской стрельбы. Полигоном может называться научно-исследовательское (испытательное) учреждение (организация). В толковом словаре В. И. Даля описаны значения: полигонное укрепление — редут, полигональный способ укрепления, и артиллерийский термин — место, где идёт ученье, пальба из орудий. На основе так называемых «Учебных артиллерийских полигонов», в 1961 году, были созданы первые отдельные ракетные корпуса (орк).

## Устройство полигонов
В плане (на местности) полигон, как правило, является неправильным многоугольником — ограниченная территория (земельный или водный участок) и воздушное пространство над ней.
Небольшие военные полигоны представляют собой земельный (или водный участок) площадью от нескольких десятков до нескольких сотен км², где ограничена хозяйственная деятельность. Личный состав войсковых, флотских и авиационных подразделений, прибывающих на полигон (для учений или испытаний), размещается во временных палаточных лагерях.
Крупные полигоны, помимо земельного (или водного) участка площадью от нескольких сотен до нескольких тысяч квадратных километров (в котором ограничена хозяйственная деятельность), имеют стационарные военные городки с жилыми зданиями (для размещения личного состава), административно-хозяйственными постройками и так далее. Крупные полигоны нередко размещаются в регионах с суровыми климатическими и почвенно-растительными условиями (тундра, полупустыня, пустыня), с целью минимизации ущерба для экономики вследствие выведения из хозяйственного оборота больших земельных площадей. В воздушном пространстве над территорией полигона, как правило, устанавливается зона ограничения полётов авиации.
С организационно-правовой точки зрения крупный военный полигон представляет собой одну или несколько войсковых частей.
В состав крупного полигона, в зависимости от профиля его деятельности, могут входить различные службы обеспечения (службы связи, охраны, автотранспортная, коммунальная, энергетическая, баллистическая, телеметрическая, астрономо-геодезическая, метеорологическая и так далее).
В Российской Федерации — России в соответствии с Федеральным законом «О разграничении государственной собственности на землю» земли, занятые объектами обороны и безопасности, являются федеральной собственностью. Современных нормативных документов, регулирующих вопросы устройства и деятельности военных полигонов в России немного, в основном действуют старые нормы и положения, разработанные в Союзе ССР.

### Площадки полигона
Для удобства деятельности и обеспечения режима безопасности и секретности отдельные участки полигона обычно называют площадками, объектами, боевыми полями и другим.
Площадка на военном полигоне — это обычно единый ограниченный участок полигона, предназначенный для какой-то конкретной деятельности (хозяйственной, испытательной, жилой, учебной).
Обычно площадка огораживается колючей проволокой, реже забором, и имеет один или несколько контрольно-пропускных пунктов (КПП). На площадке управления может размещаться какая-нибудь войсковая часть, функцией которой является координация войсковых учений на полигоне или испытаний новой военной техники, со своим штабом, казармами, автобатальоном, гостиницами для командированных и т. д. На испытательных площадках находятся объекты испытаний, помещения для инженерно-технических служб, измерительные комплексы. Жилые площадки (например, г.Приозёрск) представляют собой обыкновенный военный городок с развитой городской инфраструктурой.
Существует площадка управления всем полигоном (например, площадка № 40 на полигоне Сары-Шаган), где размещается центр управления полигоном. Остальные площадки разделяются на одиночные или группы площадок по видам испытаний. На каждой такой площадке (или группе площадок) располагается войсковая часть, ответственная за данный вид испытаний. Все эти войсковые части подчинены войсковой части, находящейся на площадке управления полигоном.
В зависимости от режима секретности, степени опасности проводимых испытаний, сходства или различия решаемых задач и т. п., площадки могут либо группироваться на достаточно малом расстоянии друг от друга, либо выноситься на достаточно большое расстояние друг от друга (например, жилая площадка и площадка для опасных испытаний).
Площадки внутри одного полигона нумеруются либо получают условные наименования. Наиболее известные площадки: «Опытное поле», «Балапан», «Исследовательская площадка Г» («Дегелен») Семипалатинского ядерного испытательного полигона.

## Классификация полигонов

### По собственности
- государственные[6][8];
  - ведомственные (пример: испытательные полигоны (центры) Министерства обороны Российской Федерации);
- частные.

### По времени работы
- постоянные[3];
- временные[3].

### По назначению
- ядерные;
- артиллерийские[9];
- стрелковые;
- научно-исследовательские;
- испытательные (автополигоны (например Милбрук и НАМИ) низкотемпературные, авиационные, зенитные, инженерные, минные, ракетные, торпедные, танковые и другие);
- войсковые (военный полигон предназначен для проведения войсковых учений или испытаний вооружений и военной техники):
  - окружные[2];
  - гарнизонные;
  - дивизионные;
- гражданские (предназначен для проведения испытаний продукции и техники);
- заводские (для проверки качества изготовленного вооружения, его пристрелки, отладки);
- учебные (для боевой и учебной стрельбы, бомбометания, торпедометания, а также для проведения различных учений войск);
- имитационные;
- миниатюр-полигоны (учебный артиллерийский полигон, представляющий собой воспроизведение рельефа местности (рельефный план в масштабе обычно 1 : 300 — 1 : 1000), оборудованный целями (мишенями) и специальным устройством, имитирующим разрывы снарядов. Миниатюр-полигон оборудуется в помещении или на открытой местности. Предназначен для обучения артиллерийской стрельбе по наземным и воздушным целям. Он позволяет практически изучать правила стрельбы артиллерии и проводить артиллерийские стрелковые тренировки.

## Оборудование
Ранее при каждом полигоне имелось поле для стрельбы. Там содержались орудия, снаряды, лафеты, платформы и принадлежности полевой, осадной, крепостной и береговой артиллерии, специальные приборы и различного рода инструменты (лабораторный, мерительный, для осмотра и поверки орудий и тому подобное). В зависимости от назначения полигоны могут быть оборудованы военными городками, наблюдательными пунктами, мишенными установками, блиндажами, укрытиями, средствами связи, снабжаются контрольно-измерительными приборами, транспортными средствами и другим. Личный состав подразделений и частей, дислоцирующихся на полигоне, размещается в казармах или палаточных лагерях.
На некоторых полигонах его отдельные участки иногда, в советский период времени, называли площадками, возможно для удобства деятельности личного состава или слабого владения терминологией военного дела или для обеспечения режима безопасности и секретности.
Площадка на полигоне — это обычно единый ограниченный участок полигона, предназначенный для какой-то конкретной деятельности (хозяйственной, испытательной, жилой, учебной и так далее). Обычно площадка огораживается колючей проволокой, реже забором, и имеет один или несколько контрольно-пропускных пунктов (КПП). На площадке управления может размещаться какая-нибудь войсковая часть, функцией которой является координация войсковых учений на полигоне или испытаний новой военной техники, со своим штабом, казармами, автомобильным батальоном, гостиницами для командированных и так далее. На испытательных площадках находятся объекты испытаний, помещения для инженерно-технических служб, измерительные комплексы. Жилые площадки (например, город Приозёрск) представляют собой обыкновенный военный городок с развитой городской инфраструктурой.
Существует площадка управления всем полигоном (например, площадка № 40 на полигоне Сары-Шаган), где размещается центр управления полигоном. Остальные площадки разделяются на одиночные или группы площадок по видам испытаний. На каждой такой площадке (или группе площадок) располагается войсковая часть, ответственная за данный вид испытаний. Все эти войсковые части подчинены войсковой части, находящейся на площадке управления полигоном.
В зависимости от режима секретности, степени опасности проводимых испытаний, сходства или различия решаемых задач и тому подобное, площадки могут либо группироваться на достаточно малом расстоянии друг от друга, либо выноситься на достаточно большое расстояние друг от друга (например, жилая площадка и площадка для опасных испытаний).
Площадки внутри одного полигона нумеруются либо получают условные наименования. Наиболее известные площадки: «Опытное поле», «Балапан», «Исследовательская площадка Г» («Дегелен») Семипалатинского ядерного испытательного полигона.

### Виды продукции, которая может испытываться на полигонах
- вооружение
- военная техника
- автомобильный транспорт
- снегоуборочные машины
- двигатели
- генераторы
- тормозные системы
- снаряжение
- теплоизоляционные материалы
- и так далее.

## Полигоны Вооруженных Сил России
По данным Министерства обороны Российской Федерации, на сентябрь 2016 года, Вооружённые силы России имеют 135 военных полигона. По данным на январь 2020 года Вооружённые силы имеют 143 общевойсковых полигона.